# Brachymeria tapunensis
Brachymeria tapunensis is een vliesvleugelig insect uit de familie bronswespen (Chalcididae). De wetenschappelijke naam is voor het eerst geldig gepubliceerd in 1972 door Joseph, Narendran & Joy.